# Ligne 2 (O-Train)
Pour un article plus général, voir O-Train.
La Ligne 2 de l'O-Train, ou la ligne Trillium, est une ligne de train léger du réseau d'O-Train à Ottawa (Ontario, Canada). 
Ouverte en 2001 et exploitée par OC Transpo, la Ligne 2 s'intègre au Transitway, le circuit rapide de bus d'OC Transpo, ainsi qu'à la Ligne 1 de l'O-Train. Quatre rames diesel circulent sur une ligne à voie unique avec trois voies d'évitement. Cependant, le trajet se faisant sur des voies ferrées existantes, la densité de population ou d'industries desservies est faible, sauf pour ce qui est de l'université Carleton. 

## Historique
Cette première ligne de l'O-Train a été ouverte en 2001 en tant que projet-pilote avec cinq stations sur 8 km, reliant Bayview au nord à Greenboro au sud en utilisant une ligne unique de chemin de fer intégrée au réseau ferroviaire du Canadien Pacifique. 
Appelée simplement « O-Train » à ses débuts, la ligne a été baptisée « ligne Trillium » (le trille blanc est l'emblème floral de l'Ontario) avec le projet d'ouverture d'une seconde ligne.
La construction des gares et des voies d'évitement, pour permettre au train de circuler dans les deux directions, ont été réalisées au coût de 21 millions de dollars.

## Fréquence et fréquentation
Avant le 2 mars 2015, il y avait une fréquence de passage aux quinze minutes, car une seule voie d'évitement existait pour deux rames en exploitation à la fois. Aujourd'hui, il y existe trois voies d'évitement et quatre rames en exploitation sur la ligne, ce qui permet une fréquence d'un train aux douze minutes en juillet 2015. La signalisation et les opérations seront ajustées afin d'augmenter graduellement la fréquence à un train aux huit à dix minutes.

## Stations

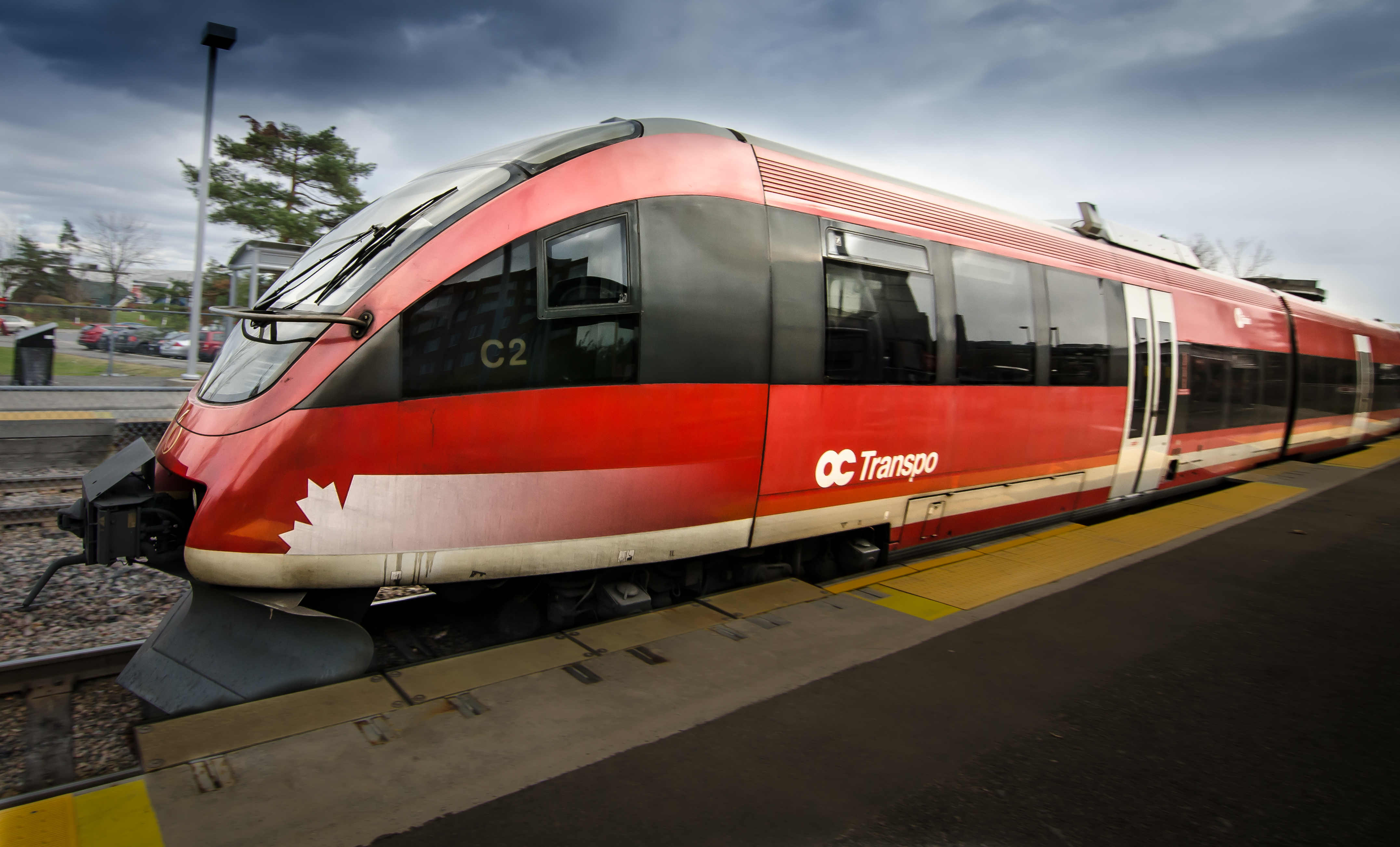
Rame au quai de la station Carleton

Sauf pour la station Carleton, les usagers utilisent un quai unique et repèrent la destination du train entrant en gare grâce à l'indicatif au-dessus de la voiture de tête et à son sens d'arrivée. L'horaire est affiché sur un tableau fixe dans chaque gare qui n’est qu’un simple abri sauf Greenboro qui est plus élaborée, étant également une station du Transitway. 
Les stations sont toutes dotées de rampes afin de permettre l'accès facile aux personnes à mobilité restreinte. De plus, comme les rames de O-Train sont moins larges que les trains réguliers qui circulent la nuit sur les mêmes rails, les quais ont une section rétractable.
Les portes des voitures ne s'ouvrent pas automatiquement après l'arrêt de la rame et les passagers doivent appuyer sur un bouton pour entrer ou sortir. 
Les passagers doivent acheter un titre de transport mais il n'y a pas de guichet à l'entrée et le chauffeur ne fait aucune vérification. Des contrôleurs passent dans les rames sans annonce préalable et donnent des contraventions aux personnes qui ne détiennent pas de preuve de paiement.
Les vélos sont admis à bord.

## Matériel roulant
Jusqu'en 2015, les véhicules du O-Train étaient du modèle Talent BR643 DMU, une rame diesel légère (72 tonnes pour 3 voitures, de 2,90 mètres de large) de Bombardier Transport. Ils ont été achetés en même temps que la Deutsche Bahn effectuait une importante commande et Bombardier n'a eu qu'à augmenter le nombre à produire. OC Transpo possédait ainsi trois rames Talent afin d'en avoir deux en circulation et une en réserve.
Bien que circulant actuellement sur des rails conventionnels, et utilisé ainsi en Europe, le Talent était plus léger que les trains nord-américains, le plancher des véhicules était près du sol et il était conduit par une seule personne. La signalisation était modifiée (balises Indusi et dérailleurs enclenchés) pour empêcher l'intrusion de trains conventionnels lors de sa circulation car les rames Talent n'étaient pas aux normes nord-américaines de protection contre les collisions. Les rames étaient articulés et les trois voitures qui constituent une rame n'étaient pas séparés par des portes. 
À partir du 2 mars 2015, les rames Alstom Coradia LINT 41 ont remplacé les rames Talent sur la ligne Trillium. OC Transpo a acquis six rames Coradia afin d'en avoir quatre en circulation et deux en réserve. Chaque rame a une capacité de 260 passagers.
OC Transpo décrit les nouvelles rames comme plus performantes, confortables et silencieuses, moins chères et moins polluantes.

## Prolongements

### Projet abandonné de 2006
Le 12 juillet 2006, le conseil municipal d'Ottawa a adopté un projet de système léger sur rail électrique à double voie. Ce projet aurait exigé la suppression du service de train léger diesel sur la ligne Trillium d'origine afin d'utiliser sa route pour la nouvelle ligne. 
Mais en 2006, après l'élection de Larry O'Brien à la mairie, la part des fonds nécessaire à la construction de la nouvelle ligne venant des gouvernements provincial et fédéral n'est pas confirmée et O'Brien retire son accord. Le conseil municipal annule finalement le projet à 13 contre 11. Ainsi, la ligne Trillium est demeurée inchangée, malgré une tentative de réactualisation.

### Étape 2
Après l'achèvement de la Ligne 1 en 2019, le projet « Étape 2 » prolonge la ligne Trillium de 16 km vers le sud avec quatre nouvelles stations : South Keys, Leitrim, Bowesville et Limebank. Deux nouvelles stations furent également construites sur le trajet existant : Corso Italia et Walkley,.
La ville d'Ottawa construit également un embranchement de 4 km à partir de South Keys afin de desservir l'aéroport Macdonald-Cartier, baptisée la Ligne 4. Le projet coûte environ 100 millions de dollars et fût inauguré en janvier 2025,.